# Centro de Ensino Unificado de Brasília EC
Centro de Ensino Unificado de Brasília EC, of kortweg CEUB was een Braziliaanse voetbalclub uit Brasilia in het Federaal District. De club werd opgericht in 1968.

## Geschiedenis
De club werd opgericht in 1968 door studenten van het  Centro de Ensino Unificado de Brasília. In 1973 werd de club staatskampioen. Van 1973 tot 1975 speelde de club ook in de Série A. In 1976 werd de club ontbonden.

## Erelijst
Campeonato Brasiliense
1973

## Bekende ex-spelers
- Fio Maravilha